# Matteo Guendouzi
Matteo Elias Kenzo Guendouzi Olié (født 14. april 1999) er en fransk professionel fodboldspiller, som spiller for Serie A-klubben Lazio og Frankrigs landshold.

## Klubkarriere

### Lorient
Guendouzi begyndte sin karriere hos Paris Saint-Germains ungdomshold, før han i 2014 rykkede til Lorient. Han gjorde sin professionelle debut med Lorient den 15. oktober 2016.
Han havde sit gennembrud på førsteholdet i 2017-18 sæsonen, efter at klubben var rykket ned til Ligue 2, og var fast mand i den første halvdel af sæsonen, før han i den anden halvdel blev udelukket af truppen af træner Mickael Landreau over en diskussion der skete mellem de to under en kamp imod Valenciennes.

### Arsenal
Guendouzi skiftede i juli 2018 til Arsenal. Han fik hurtigt en central rolle hos Arsenal, og spillede i størstedelen af kampene i 2018-19 sæsonen. Denne centrale rolle forsvandt dog efter fyringen af Unai Emery og tilkomsten af nye træner Mikel Arteta. Guendouzis spilletid faldt, og i maj 2020 blev han tvunget til at træne alene, efter en episode i en forgående kamp imod Brighton, hvor at Guendouzi havde kommet i et skænderi med Brighton spilleren Neal Maupay. Dette, sammen med andre attitudeproblemer, ledte til hans isolering fra førsteholdet.

#### Leje til Hertha BSC
Guendouzi blev i oktober 2020 udlejet til Hertha BSC, hvor han tilbragte 2020-21 sæsonen.

### Marseille
Guendouzi blev igen udlejet i juli 2021, denne gang til Olympique de Marseille. Som del af aftalen var den en købsoption. Guendouzi imponerede i sin debutsæson med Marseille, hvor han spillede i hver eneste af klubbens kampe i Ligue 1. Det blev i juli 2022 annonceret at Marseille ville bruge købsoptionen, og Guendouzi skiftede dermed permanent til klubben.

### Lazio
Guendouzi skiftede i august 2023 til Lazio på en lejeaftale med en købsoption. Denne option blev aktiveret i april 2024, og han skiftede dermed til klubben på en permanent aftale.

## Landsholdskarriere

### Ungdomslandshold
Guendouzi har repræsenteret Frankrig på flere ungdomsniveauer.

### Seniorlandshold
Guendouzi debuterede for Frankrigs landshold den 16. november 2021.

## Privat
Guendouzi er født i Frankrig til en marokkansk far og en fransk mor.

## Titler
Arsenal
- FA Cup: 1 (2019-20)
- FA Community Shield (2020)

Frankrig
- UEFA Nations League: 1 (2020–21)